# Пентасульфид трииндия
Пентасульфид трииндия — бинарное неорганическое соединение 
металла индия и серы
с формулой In3S5,
кристаллы.

## Получение
- Нагревание стехиометрических количеств чистых веществ в инертной атмосфере:

{\displaystyle {\mathsf {3In+5S\ {\xrightarrow {T}}\ In_{3}S_{5}}}}

## Физические свойства
Пентасульфид трииндия образует кристаллы 
гексагональной сингонии, параметры ячейки a = 0,759 нм, c = 2,03 нм, Z = 6
.